# Trioxid de diazot
Trioxidul de azot este un oxid al azotului de valență III. Formula chimică a sa este N2O3. Masa molară a sa este de 75,991 grame/mol. 
La -30°C este un lichid albastru violet. Lichidul e în echilibru chimic cu un amestec de monoxid de azot și dioxid de azot de la -10°C.
NO + NO2  N2O3
Poate fi produs ca amestec de monoxid și dioxid de azot prin acidulare a unei soluții de azotit de sodiu cu acid sulfuric.